# Hrabová Roztoka

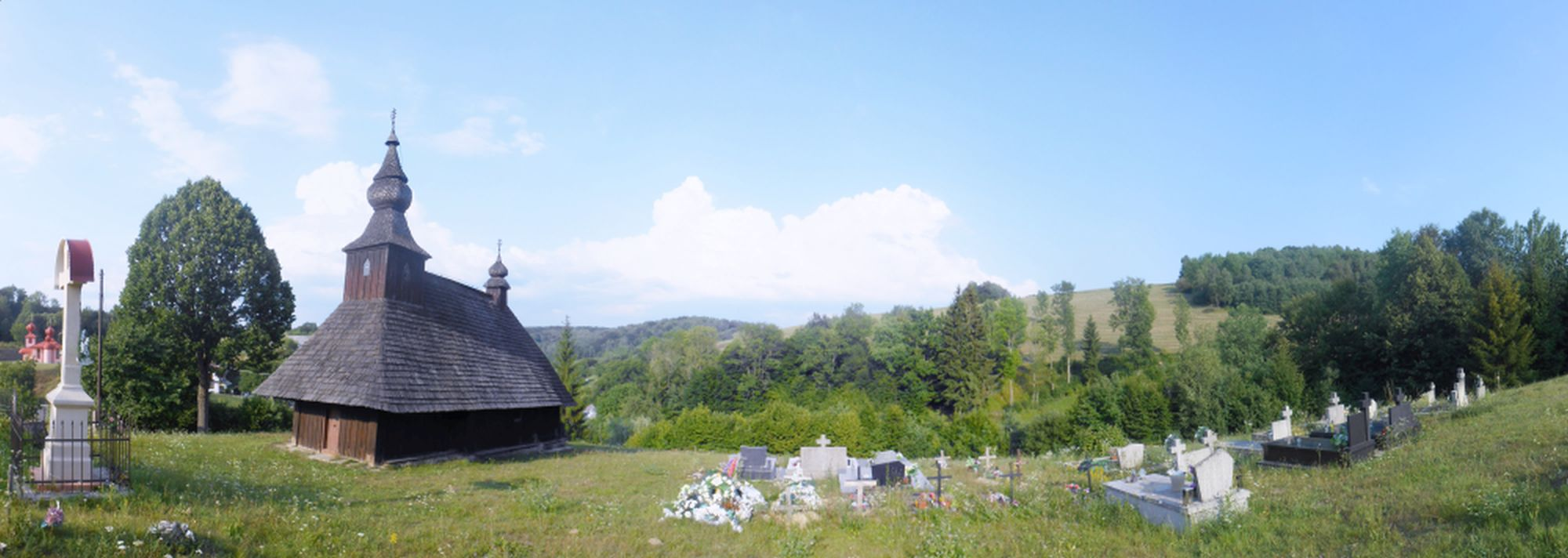
Dřevěný chrám sv. Bazila Velkého s hřbitovem

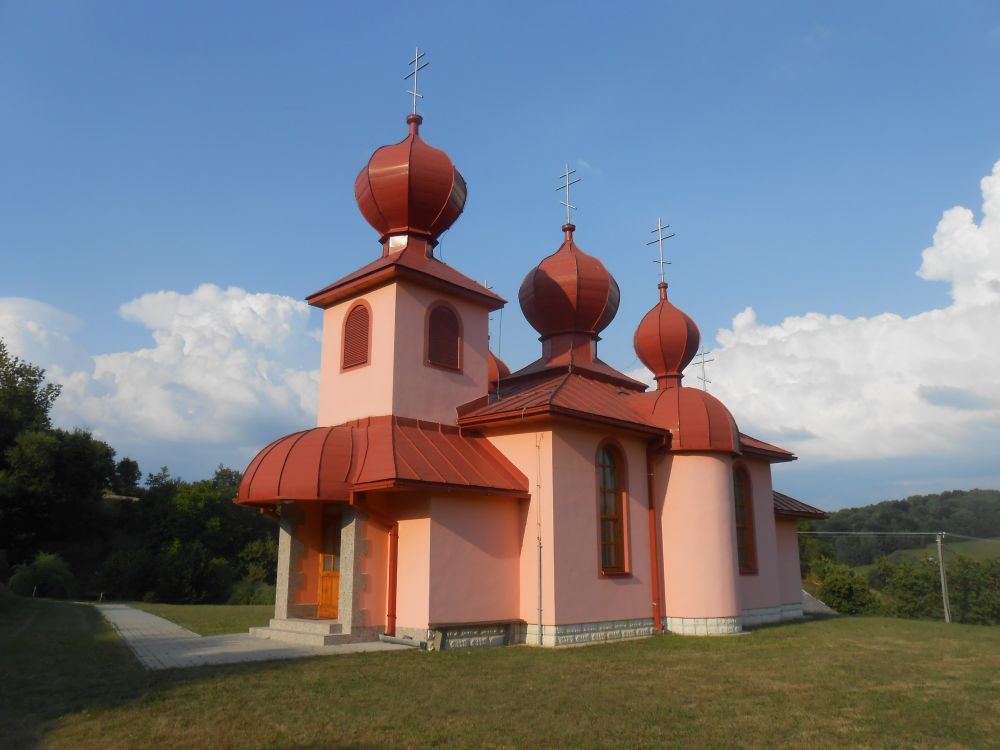
Pravoslavný chrám svatého Vladimíra

Hrabová Roztoka (maďarsky Kisgereblyés, rusínsky Грабова Розтока) je obec na Slovensku v okrese Snina. Leží na východním svahu Vihorlatských vrchů v nadmořské výšce 410 m n. m..  Žije zde 57 obyvatel.

## Historie
Poprvé se obec zmiňuje v roce 1568. Původně patřila humenskému panství, později Klobusiczkovcům. Zdejší sídliště založil šoltýs s valašskými usedlíky v polovině 16. století na území Humenského panství. V roce 1600 bylo ve vesnici 7 valašských domů a dům šoltýse. Malou obcí zůstala Hrabová Roztoka i později. Ještě v roce 1715 v ní žilo 7 poddanských domácností, avšak v roce 1720 byla obec pustá, později byla obnovena. V roce 1828 měla 28 domů a 181 obyvatel. Z druhé poloviny 18. století pochází obecní pečeť, na níž je vyobrazen dům, o který je opřený žebřík.

## Památky
V obci se nachází barokní řeckokatolický chrám sv. Bazila Velkého z poloviny 18. století, který je národní kulturní památkou. Nedaleko něj byl vybudován pravoslavný chrám zasvěcený svatému Vladimírovi.